# Władimir Szczerbakow (ur. 1949)

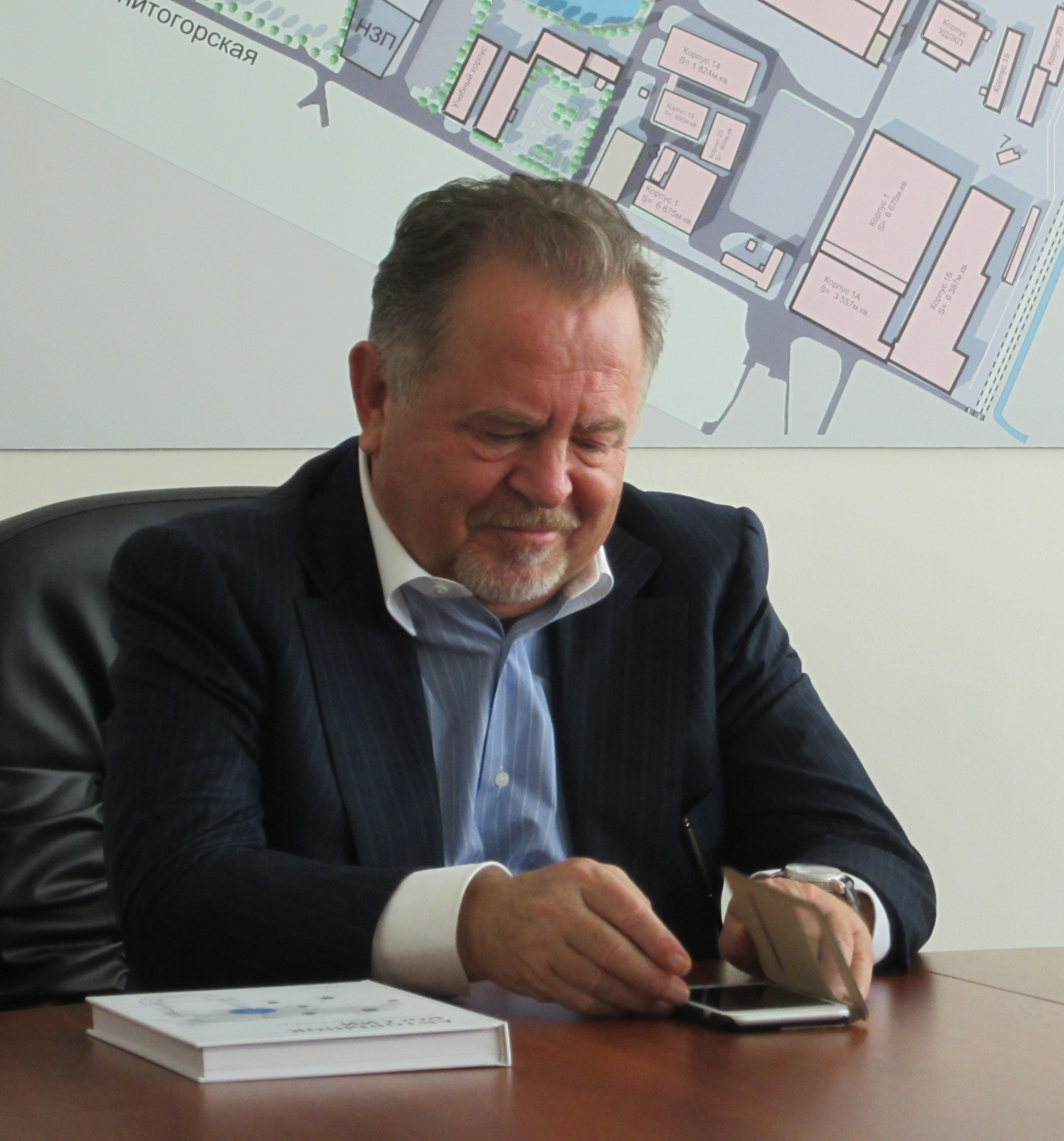

Władimir Iwanowicz Szczerbakow (ros. Владимир Иванович Щербаков, ur. 5 grudnia 1949 we wsi Nowaja Sysojewka w Kraju Nadmorskim) – radziecki polityk.

## Życiorys
W 1917 ukończył Instytut Politechniczny w Togliatti i został inżynierem mechanikiem, od grudnia 1971 do 1974 był II sekretarzem Komitetu Miejskiego Komsomołu w Togliatti, a 1974-1976 aspirantem Wyższej Szkoły przy KC Komsomołu w Moskwie. Od 1970 w KPZR, od 1977 pracownik Wołżańskiej Fabryki Samochodów, szef Zarządu Planowo-Ekonomicznego tej fabryki, 1982-1985 dyrektor ds. ekonomii i planowania Kamskiego Zjednoczenia Produkcji Samochodów Ciężarowych. Od 1985 w Państwowym Komitecie ZSRR ds. Pracy i Zagadnień Socjalnych, 1988-1989 I zastępca kierownika wydziału Zarządzania Sprawami Rady Ministrów ZSRR, 1989-1991 przewodniczący Państwowego Komitetu ZSRR ds. Pracy i Zagadnień Socjalnych, 1990-1991 członek KC KPZR. W 1991 wicepremier i I wicepremier ZSRR, minister ekonomii i prognozowania ZSRR, od 1991 prezydent Międzynarodowej Fundacji Pomocy Prywatyzacji i Inwestycjom Zagranicznym "Interpriwatizacija", 1995-1997 przewodniczący Rosyjskiej Zjednoczonej Partii Przemysłowej.